# Synanceiidae
Los synanceíidos son la familia Synanceiidae de peces marinos incluida en el orden Scorpaeniformes, distribuidos por mares, estuarios y ríos de gran parte de las aguas templadas y tropicales del océano Pacífico y océano Índico. Su nombre procede del griego syn (juntos, unidos)+ agkos (curvado).
La existencia de esta familia es controvertida, pues según unos autores sí que existe como familia válida, pero para ITIS es una subfamilia dentro de la familia Scorpaenidae.

## Morfología
Con la morfología típica del orden, pero se caracterizan de otras familias en que en las aletas pectorales no hay radios libres, con glándulas dérmicas en la piel de todas las especies que tiene el aspecto de "verrugas", la aleta dorsal con 11 a 17 espinas y otros tantos radios blandos mientras que en la aleta anal hay 2 a 4 espinas y numerosos radios blandos.

## Peligrosidad
Presentan glándulas de veneno hipodérmicas cerca de la base de las espinas de la aleta dorsal; la neurotoxina de estos peces es el más mortal de todos los venenos conocidos de los peces y su picadura puede resultar mortal para los seres humanos.

## Hábitat y modo de vida
Son especies demersales que se camuflan como si fueran rocas, para capturar a sus presas al acecho. Se distribuyen por aguas de mar principalmente, aunque algunas penetran por los ríos y viven en agua dulce.

## Géneros
Según FishBase deben considerarse unas 36 especies agrupadas en los 9 los géneros siguientes:
- Subfamilia Choridactylinae Kaup, 1859:
  - Choridactylus Richardson, 1848
  - Inimicus Jordan & Starks, 1904
- Subfamilia Minoinae Jordan & Starks, 1904:
  - Minous Cuvier, 1829
- Subfamilia Synanceiinae Swainson, 1839:
  - Dampierosa Whitley, 1932
  - Erosa Swainson, 1839
  - Leptosynanceia Bleeker, 1874
  - Pseudosynanceia Day, 1875
  - Synanceia Bloch & Schneider, 1801
  - Trachicephalus Swainson, 1839